# Pana (Illinois)
Pana je grad u američkoj saveznoj državi Ilinois. Prema popisu stanovništva iz 2010. u njemu je živjelo 5.847 stanovnika.